# Dmitry Kozontchuk
Dmitry Kozontchuk (en russe : Дмитрий Козончук), né le 5 avril 1984 à Voronej (Russie), est un coureur cycliste professionnel russe. Il court entre 2007 et 2010 pour l'équipe néerlandaise Rabobank et à partir de 2011 dans l'équipe espagnole Geox-TMC. Il rejoint en 2012 l'équipe RusVelo avant de signer dans la formation Katusha.

## Biographie
Dmitry Kozontchuk se fait remarquer en 2004 en remportant des étapes de l'Olympia's Tour et du Triptyque des Monts et Châteaux, deux courses espoirs très réputées. Il est ainsi recruté par l'équipe néerlandaise Rabobank Continental, où il passe deux saisons. Entre 2004 et 2006, il s'illustre ainsi dans plusieurs des courses les plus prestigieuses de sa catégorie d'âge, remportant notamment en 2005 Paris-Roubaix espoirs et le Cinturón a Mallorca. En 2006, il participe à la démonstration de son équipe, qui occupe les trois premières places de Liège-Bastogne-Liège espoirs et du Triptyque des Monts et Châteaux, en particulier.
En 2007, Kozontchuk, considéré comme un des grands espoirs de sa génération, rejoint l'équipe professionnelle Rabobank. Cependant, ces espoirs sont progressivement déçus. Durant les 4 saisons qu'il passe dans l'équipe néerlandaise, il participe sans grand succès à 4 Tours d'Italie et 2 Tours d'Espagne, et obtient finalement pour meilleure performance une neuvième place sur le Hel van het Mergelland en 2009.
Il rejoint en 2011 l'équipe espagnole Geox-TMC avec ses coéquipiers à la Rabobank, le Colombien Mauricio Ardila et le Russe Denis Menchov,. Très proche de ces deux coureurs, il est un des équipiers privilégiés de Menchov.
Fin 2014, La Gazzetta dello Sport révèle qu'il fait partie des clients du controversé médecin italien Michele Ferrari.
Il participe au Tour de France 2015. Lors de la troisième étape, il est impliqué dans une chute et doit abandonner, étant atteint d'une fracture de l'omoplate et de la clavicule gauche. Fin 2015, il prolonge son contrat avec la formation russe Katusha.

## Palmarès
- 2002
  - Tour du Pays de Vaud :
    - Classement général
    - 1re et 2eb (contre-la-montre) étapes

  - Giro di Basilicata
  - 2e de la Flèche du Brabant flamand
  - 2e de la Course de la Paix juniors
- 2003
  - 3e du Triptyque des Barrages
- 2004
  - 2e étape de l'Olympia's Tour
  - 3e étape du Triptyque des Barrages
  - 2e du championnat de Russie sur route espoirs
- 2005
  - Cinturón a Mallorca :
    - Classement général
    - 3e étape

  - Paris-Roubaix espoirs
  - 3e du Tour du Limbourg
- 2006
  - 2eb et 3e étapes du Triptyque des Monts et Châteaux
  - 2e étape du Tour de Thuringe
  - 2e du Triptyque des Monts et Châteaux
  - 2e du Tour de la Somme
  - 3e de Liège-Bastogne-Liège espoirs

## Résultats sur les grands tours

### Tour de France
1 participation
- 2015 : abandon (3e étape)

### Tour d'Italie
7 participations
- 2007 : 100e
- 2008 : 59e
- 2009 : 79e
- 2010 : abandon (8e étape)
- 2011 : 75e
- 2013 : abandon (16e étape)
- 2017 : 145e

### Tour d'Espagne
5 participations
- 2008 : 54e
- 2010 : 134e
- 2011 : 122e
- 2013 : 92e
- 2014 : 95e

## Classements mondiaux
| Année           | 2005 | 2006 | 2007 | 2008 | 2009 | 2010 | 2011  | 2012 | 2013 | 2014 | 2015 |
| --------------- | ---- | ---- | ---- | ---- | ---- | ---- | ----- | ---- | ---- | ---- | ---- |
| UCI World Tour  |      |      |      |      |      |      |       |      | nc   | nc   | nc   |
| UCI Europe Tour | 128e | 123e |      |      |      |      | 1222e | 899e |      |      |      |